# Okręg wyborczy Rossendale
Okręg wyborczy Rossendale powstał w 1885 r. i wysyłał do brytyjskiej Izby Gmin jednego deputowanego. Okręg obejmował miasto Rawtenstall oraz inne miasta w Rossendale Valley. Okręg został zlikwidowany w 1983 r.

## Deputowani do brytyjskiej Izby Gmin z okręgu Rossendale
- 1885–1892: Spencer Cavendish, Partia Liberalna, od 1886 Partia Liberalno-Unionistyczna
- 1892–1900: John Henry Maden, Partia Liberalna
- 1900–1904: William Mather, Partia Konserwatywna
- 1904–1917: Lewis Harcourt, Partia Liberalna
- 1917–1918: John Henry Maden, Partia Liberalna
- 1918–1922: Robert Waddington, Partia Konserwatywna
- 1922–1923: David Halstead, Partia Konserwatywna
- 1923–1929: Robert Waddington, Partia Konserwatywna
- 1929–1931: Arthur Law, Partia Pracy
- 1931–1945: Ronald Cross, Partia Konserwatywna
- 1945–1950: George Henry Walker, Partia Pracy
- 1950–1970: Anthony Greenwood, Partia Pracy
- 1970–1974: Ronald Bray, Partia Konserwatywna
- 1974–1979: Michael Noble, Partia Pracy
- 1979–1983: David Trippier, Partia Konserwatywna